# 3674 Ербісбюль
3674 Ербісбюль (3674 Erbisbühl) — астероїд головного поясу, відкритий 13 вересня 1963 року.
Тіссеранів параметр щодо Юпітера — 3,370.